# Dimitrie D. Dimăncescu
Dimitrie D. Dimăncescu (n. 1896, Titu, România – d. 1984) a fost un diplomat român care a activat între anii 1922 și 1947. În 1913, împreună cu fratele său Ioan D. Dimăncescu, a înființat Mișcarea de Cercetași Români. A servit ca ofițer militar în Primul Război Mondial, iar în cel de-al Doilea Război Mondial a fost membru al Mișcării Libere a României la Londra, colaborând, de asemenea, cu British Intelligence pentru a submina influența nazistă în România.

## Conferința de Pace de la Paris din 1946
În 1946 a fost secretar al delegației României la Conferința de Pace de la Paris.

## Publicații
- Monumenta Cartografica, București, 1938. Editor
- King Carol and British Press, E.T. Heron & Co. Ltd, Londra (Anglia), 1939 Editor
- Ordeal in Transylvania, A. T. Broome, & Son, Oxford (Anglia), 1942
- Uncharted Journey: Memoirs of Dimitri D. Dimancescu  – 15 mai 2016, editat de Dan Dimăncescu și publicat postmortem
- Călător Fără Hartă și Memoriile Lui Dimitri D. Dimăncescu - 1896-1984, Ed de Dan Dimăncescu, BTF Press, Concord, MA, 2017.

## Legături externe
- Colecția Dimăncescu
- Profile at the Romanian Honorary Consulate in Boston, MA Arhivat în 6 decembrie 2018, la Wayback Machine.
- Boy Scouts of Romania[nefuncțională]
- Film Festival promotion for Knights of the Sky: Air War over Romania Arhivat în 4 martie 2016, la Wayback Machine.
- "War in Romania Series: HILL 789" . film description